# Гленн Робінсон
Гленн Аланн Робінсон (молодший) (англ. Glenn Alann Robinson Jr.; нар. 10 січня 1973, Гері, Індіана) — американський професійний баскетболіст, що грав на позиції легкого форварда за декілька команд НБА. Чемпіон НБА 2005 року. Батько баскетболіста Гленна Робінсона III.

## Ігрова кар'єра

### Ранні роки
Починав грати в баскетбол у Старшій школі Теодора Рузвельта (Гері, Індіана), яку привів до чемпіонства штату.
На університетському рівні грав за команду Пердью (1992—1994). Свій перший рік йому довелось пропустити через незадовільне навчання, а під час літніх канікул працював зварювальником. На другому курсі вже брав участь у спортивному житті університету, ставши лідером команди. На третьому курсі набирав 30,3 очок та 11,2 підбирань, допомігши команді виграти титул чемпіона конференції Big Ten та дійти до чвертьфіналу турніру NCAA. Того року його визнали найкращим гравцем США серед студентів.

### «Мілвокі Бакс»
1994 року був обраний у першому раунді драфту НБА під загальним 1-м номером командою «Мілвокі Бакс». Проте контракт був підписаний не одразу через апетити Робінсона. Перед початком зборів команди угоду все-таки було підписано, за якою він мав отримати 68 млн доларів протягом десяти років. Досі це вважається найдорожчим контрактом новачка в НБА. У своєму першому сезоні набирав 21,9 очок за гру, що дозволило йому бути включеним до Першої збірної новачків за підсумками року. У голосуванні за нагороду найкращому новачку сезону зайняв третє місце після Гранта Гілла і Джейсона Кідда.
Протягом кар'єри в «Бакс» грав у одній команді з такими зірками як Він Бейкер, Рей Аллен та Сам Касселл. 2001 року допоміг Мілвокі дійти до фіналу Східної конференції, де його команда програла «Філадельфія Севенті-Сіксерс». 2000 та 2001 року потрапляв на Матч всіх зірок. За весь час перебування у складі «Мілвокі Бакс» став другим найрезультативнішим гравцем франшизи після Каріма Абдул-Джаббара.

### «Атланта Гокс»
2002 року був обміняний до «Атланта Гокс» на Тоні Кукоча, Ліона Сміта та пік першого раунду драфту 2003. Дебютував за «Гокс» яскраво, набравши в першому матчі сезону 34 очки, 10 підбирань та 8 результативних передач. Протягом сезону набирав 20,8 очок за гру.

### «Філадельфія Севенті-Сіксерс»
23 липня 2003 року перейшов до «Філадельфія Севенті-Сіксерс», у складі якої провів наступний сезон своєї кар'єри. У новій команді був другою опцією в атаці після Аллена Айверсона та набирав в середньому 16,6 очок за гру. Першу половину сезону 2004—2005 пропустив через травму, а у лютому 2005 був обміняний до «Нью-Орлінс Горнетс» на Родні Роджерса та Джамала Мешберна. Щоправда майже відразу Горнетс відмовились від його послуг і він так і не зіграв за них жодного матчу.

### «Сан-Антоніо Сперс»
Останньою ж командою в кар'єрі гравця стала «Сан-Антоніо Сперс», до складу якої він приєднався 4 квітня 2005 року. Як рольовий гравець допоміг команді стати чемпіоном НБА.
Через низку травм, був змушений закінчити кар'єру баскетболіста.